# 吉原家住宅
吉原家住宅（よしはらけじゅうたく）は、広島県尾道市の向島にある古民家。国の重要文化財。日曜・祝日のみ一般公開。
向島の豪農であった吉原家の住宅。建物自体は吉原家が所有し、吉原家を守る会が管理する。吉原家が所有する祈祷札などから建築年は寛永12年（1635年）と推定されており、建築時期が確定している民家としては日本で3番目の古さ、そのうち農家（庄屋）住宅としては日本最古。

## 沿革
吉原家の開祖は中原（藤原）親能と言われ、文明年間（1469年から1486年）向島に移り向東町の吉原城を拠点とし、江戸時代に帰農そして向島西村の庄屋となり、現在の当主で39代目となる。寛永11年（1634年）焼失したため、翌寛永12年（1635年）に建てられたのがこの主屋である。
昭和46年（1971年）広島県重要文化財に指定、平成3年（1991年）主屋・納屋・宅地が国の重要文化財に指定され、平成9年（1997年）表長屋門が国の登録有形文化財に登録された。
平成11年（2001年）芸予地震（向島町では震度5）で部分損壊したため、平成12年（2002年）竣工から初めてとなる本格的な調査および補修工事が行われ、当初の形式に復元された。総事業費213,180千円、内訳は国・県・向島町（当時）の3者の補助金92.5%、残りは吉原家負担。施工は飛島建設。

## 建築概要
宅地面積1,880.99m2 。向島のほぼ中央、江奥地区の高台に東側に面して建ち、かつての入江現在の低地を見下ろす形にある。建てられた時代は徳川家光による治世つまり幕藩体制が強化されたころであるため、当時の世相を反映して一見質素に見えるよう仕上がっているが所々に豪華な造りが垣間見える。武士から帰農し庄屋となった背景を持つ江戸時代初期の建築として価値が高い。構成は以下のとおり。

### 重要文化財（国指定）
- 主屋（母屋） - 寛永12年（1635年）建築。桁行20.1m×梁間9.1m。寄棟造茅葺。桁行の北側が土間、南側が床上部で、床上部のうち東側が表、西側が裏。土間の中央に柱を設けず二重の梁組で支え空間を広く確保している。床板は手斧で荒削りし槍鉋で仕上げ波状になっていることなど、江戸時代初期の建築手法が残っている。また座敷は畳割の寸法体系であることなど、後に手が加えられていることがわかっている。
- 納屋 - 天保11年（1840年）建築。桁行11.4m×梁間3.9m。切妻造本瓦葺。
- 土地1,880.99m2

以下は附（つけたり）指定
- 鎮守社 - 安政7年（1860年）建立。一間社流見世棚造鉄板葺。
- 便所
- 家相図 5枚

### 国の登録有形文化財
- 表長屋門 - 明治18年（1885年）再建。長屋門形式。家相図からそれ以前に同じものがあったことがわかっている。

### その他
- 内蔵 - 明治26年（1893年）建立
- 大蔵
- 管理棟

## 利用情報
- 日曜・祝日のみ、10時から16時まで
- 入場料 : 一般300円、中学生以下無料

## 交通
- 車
  - しまなみ海道向島ICから車で約10分
  - 尾道渡船・福本渡船・駅前渡船船着場から車で約20分
  - JR尾道駅から車で尾道大橋経由約30分